# بخش ایلیینسکی، استان ایوانوف
بخش ایلیینسکی (به لاتین: Ilyinsky District) یک منطقهٔ مسکونی در روسیه است که در استان ایوانوف واقع شده‌است.